# Gare de Châteauneuf-sur-Loire
La gare de Châteauneuf-sur-Loire est une gare ferroviaire française de la ligne d'Orléans à Gien. Elle est située à environ 1 km du centre-ville de la commune de Châteauneuf-sur-Loire, dans le département du Loiret, en région Centre-Val de Loire.

## Situation ferroviaire
Établie à 124 mètres d'altitude, la gare de Châteauneuf-sur-Loire est située au point kilométrique 147,252 de la ligne d'Orléans à Gien entre les gares de Saint-Denis - Jargeau et de Saint-Martin-d'Abbat.

## Histoire
La gare de Châteauneuf-sur-Loire est mise en service en 1857, lors de l'ouverture de la section d'Orléans à Gien.
Elle est fermée au service des voyageurs, comme la ligne, depuis 1939. Un projet prévoit une réouverture de ce service vers 2022. Elle était desservie par des trains de marchandises jusqu'en 2017, année de l'arrêt de ces circulations au-delà de Saint-Denis - Jargeau.

## Patrimoine ferroviaire
Son bâtiment voyageurs d'origine est toujours présent.

## Projet de réouverture
Depuis 1993, plusieurs projets de réouverture de la ligne aux voyageurs sont étudiés,. En 2018, le projet est ralenti.